# Жепово (Західнопоморське воєводство)
Жепово (пол. Rzepowo, нім. Reppow) — село в Польщі, у гміні Чаплінек Дравського повіту Західнопоморського воєводства.
Населення — 234 особи (2011).
У 1975-1998 роках село належало до Кошалінського воєводства.

## Демографія
Демографічна структура станом на 31 березня 2011 року:
|          | Загалом | Допрацездатний вік | Працездатний вік | Постпрацездатний вік |
| -------- | ------- | ------------------ | ---------------- | -------------------- |
| Чоловіки | 116     | 26                 | 76               | 14                   |
| Жінки    | 118     | 25                 | 71               | 22                   |
| Разом    | 234     | 51                 | 147              | 36                   |